# أندرو ميخائيل
أندرو ميخائيل (بالإنجليزية: Andrew Mikhail)‏ هو ملحن وكاتب أغاني ومغني أمريكي، ولد في 30 يوليو 1988 في شيكاغو في الولايات المتحدة.